# 大相各庄镇
大相各庄镇，原为大相各庄乡，是中华人民共和国河北省唐山市乐亭县下辖的一个乡镇级行政单位。2021年1月撤乡设镇。

## 行政区划
大相各庄镇下辖以下地区：
赵周庄村、邰王庄村、张火烧佛村、东翟各庄村、西翟各庄村、王潘各庄村、曹潘各庄村、张潘各庄村、崔石潘各庄村、史家庄村、七里庄村、房各庄村、李家寺村、王栋庄子村、徐烧纸庄村、党庄村、郑各庄村、陶庄村、邰刘庄村、王烧纸庄村、马烧纸庄村、榆林村、刘火烧佛村、王付火烧佛村、相各庄村和前后院村。